# Ciel Phantomhive
Ciel Phantomhive (シエル・ファントムハイヴ Shieru Fantomuhaivu?) es protagonista del manga y anime "Kuroshitsuji", creado por la mangaka Yana Toboso. Ciel es el actual líder de la Familia Phantomhive, dueño de la Compañía Funtom, el distinguido "Perro Guardián de la Reina" y un Aristócrata del Mal. 
Tras un misterioso incendio que acabó con la vida de sus padres, Ciel realiza un contrato con el demonio Sebastian Michaelis para obtener venganza a cambio de su propia alma.

## Apariencia
Ciel Phantomhive es un joven de 13 años con cabello de color azul oscuro y ojos azul cielo, siendo la pupila de un tono más profundo. Nina Hopkins, su sastre, describe a Ciel con un cuerpo "maravillosamente proporcionado". Sus piernas son delgadas y su cintura estrecha; asimismo, se podría decir que Ciel es pequeño para su edad, debido a su estatura y complexión física.
Ciel tiene la marca de una quemadura de hierro al rojo vivo en la parte izquierda de su cuerpo, la cual recibió en sus tiempos como esclavo de un culto satánico.

### Vestimenta
Ciel suele vestir con trajes (que generalmente combinan el negro y azul) propios de su estatus social.
Ciel lleva consigo dos anillos, uno de ellos lo utiliza en su pulgar izquierdo, y se trata de una pieza de plata adornada con zafiro azul profundo que ha pasado de generación en generación en su familia. El otro es un anillo-sello dorado con el distintivo de la Familia Phantomhive. Ciel usa este en su mano derecha para sellar los documentos. Este último le fue entregado por su tía Angelina Durless al ser el único que no se consumió con el incendio.

### Contrato
Ciel tiene la marca de su contrato con Sebastian Michaelis en el ojo derecho, el cual se encuentra permanentemente activado. Debido a esto, Ciel cubre su ojo con un parche negro (elaborado con gasa) que ata con solo un cordón durante sus actividades diarias, mientras que por las noches utiliza uno blanco, esta vez atado con dos cordones.
En la segunda temporada de la adaptación al anime (no canónica), el estilo de contrato de Ciel cambia según el demonio al que este corresponde.

### Adulto
En la OVA "Ciel in Wonderland" se puede apreciar a Ciel como adulto por unos breves segundos, donde se le aprecia físicamente parecido a su padre, Vincent Phantomhive.

### Disfraces
- Damisela: Ciel se disfraza como una chica para infiltrarse en la fiesta del excéntrico Aleister Chamber, el cual se siente atraído por su apariencia. Para esa ocasión Ciel usa un vestido rosa con un moño rayado de negro y blanco en el pecho, y una rosa florecida, mientras que en el cuello lleva una gargantilla de encaje blanco sujeto con un listón. Ciel usa dos largos guantes negros y un sombrero rosa con rosas negras, el cual inclina para ocultar su ojo derecho. Ciel usa extensiones largas de pelo que sujeta en dos coletas

## Personalidad

### Antes del Incendio
Cuando pequeño, Ciel no acostumbraba salir de la mansión debido a la condición enfermiza que había heredado de su madre. Esto lo convirtió en un niño asustadizo y con baja autoestima, el cual siempre podía ser visto detrás de su padre por el miedo que le provocaban las nuevas personas, y como un espectador que tenía prohibido salir de casa y pasaba sus días viendo a los demás divertirse desde la ventana.
A diferencia de su hermano gemelo, Ciel era un niño tranquilo y silencioso, casi imperceptible en la mansión debido a que se la pasaba la mayoría del tiempo leyendo o jugando dentro de su habitación. Ciel tenía un complejo de inferioridad con su hermano mayor, al cual describe como una persona "linda, fuerte, alegre y de confianza", mientras que él mismo se describe como aquel que no se convertiría en conde. Tras muchas comparaciones de su parte, este expresa con algo de envidia y tristeza que su hermano era muy afortunado.
Ciel a menudo llegaba a sentirse como una "carga" para los demás, ya que siempre estaba enfermo y no era capaz de hacer las mismas cosas que su hermano. Esto se demuestra cuando la familia está lista para irse a pasear en bote, pero Ciel continúa enfermo y es incapaz de hacerlo. En ese momento, Ciel cabizbajo dice que sería mejor que se fueran sin él, para que así no tuvieran que desistir de su viaje. Tanaka lo describe como una acción madura y seria de su parte, recompensándolo por su esfuerzo a pesar de conocer la tristeza que esto le provocaba. En palabras del anciano, Ciel era un niño con un corazón bondadoso y considerado con los demás.
Dentro de su condición, Ciel siempre sintió que era un niño feliz con personas que se preocupaban verdaderamente por él, recordando haber experimentado varios momentos de alegría.

### Después del Incendio
Tras el incendio que acabó con la Mansión y la vida de sus padres, Ciel Phantomhive cambió drásticamente.
Durante el tiempo que estuvo desaparecido y dado por muerto, Ciel fue vendido como esclavo en el bajo mundo a un culto satánico. Fue entonces que este sufrió diversos traumas físicos, psicológicos y emocionales. Una vez que se rindió y convenció de que nadie vendría a ayudarlo, el miedo que tenía se transformó en ira.
Completamente furioso por la humillación que sufrió su familia, Ciel se convierte en una persona deseosa de venganza y orgullo. Sebastian mismo comenta que, a pesar de ser pequeño, su ambición es digna de admirar. En los primeros días luego de conseguir escapar, Ciel continúa siendo un niño sin mucho conocimiento del exterior o conexiones, mimado y quizás ingenuo, sin embargo se puede apreciar emocionalmente más fuerte y frío.
Ciel Phantomhive adopta una personalidad serena y segura como el líder de la Compañía Funtom, no obstante, personas cercanas a este en su infancia (como lo son su tía y prometida), se dan cuenta de que algo ha cambiado desde el tiempo que estuvo desaparecido.
Como "Perro Guardián de la Reina", Ciel es sumamente inteligente y un maestro del engaño. Capaz de hacerle creer al resto del mundo que es un niño prodigio completamente recuperado de su pasado, este sigue persiguiendo el deseo de hacerle pagar a los culpables que humillaron su apellido. Ciel se ha convertido en una persona que no duda en asesinar a otros, la mayoría de las veces tras juzgarlos bajo sus propios criterios.
Debido a sus experiencias pasadas, Ciel sufre de trastorno por estrés postraumático. Esto se demuestra durante la saga del Circo de Noé, donde revive el escenario y cae al suelo debido al choque emocional causado. Un nuevo ejemplo puede observarse en la saga del Bosque de la Bruja Verde, en el que el shock causado por el envenenamiento le hace tener una personalidad asustadiza y débil, razón por la cual reacciona violentamente hacia los adultos.
En su rutina diaria Ciel se comporta como una persona seria que disfruta de jugarle pequeñas bromas (crueles) a su mayordomo, Sebastian. Ciel intenta hacer que las demás personas no se preocupen por él, consintiendo en ocasiones pequeños deseos como una sonrisa o un paseo. No obstante, podría ser descrito como una persona cruel y despreciable, pues todos sus movimientos son hechos para conseguir sus deseos y facilitar su camino a la meta, algo así como un juego de ajedrez. De esta forma, Ciel Phantomhive admite seguir con vida con el único propósito de conseguir su venganza.

## Historia
Ciel Phantomhive nació un día martes, el 14 de diciembre de 1875. Él era el hijo menor de los Phantomhive, nació siendo el gemelo menor. 
Su hermano mayor era el heredero del condado y el título, y además, era quién realmente portaba el nombre 'Ciel', el personaje que se conoce como Ciel durante todo el anime y gran parte del manga aún no tiene un nombre definido, así que para referirse a él el fandom se refiere como R!Ciel al gemelo mayor y O!Ciel para el protagonista. O!Ciel creció siendo un niño débil físicamente, tuvo su primer ataque de asma a la tierna edad de cinco años. Desde que el tuvo memoria el se empezó a poner etiquetas solo, llamándose débil, inútil y otra serie de nombres, ya que él había escuchado por accidente a su tía Francés Midford conversando con su padre Vincent Phantomhive, acerca de como O!Ciel nunca sería capaz de suceder a Vincent Phantomhive si algo le sucedía a a R!Ciel, al escuchar esto O!Ciel se sintió terrible. 
El niño igual estaba acostumbrado a ser la segundo opción en todo, todo siempre era para su hermano mayor, fuera quién fuera todos preferían a R!Ciel. Viendo esto, R!Ciel empezó a compararse con su hermano, causándose a sí mismo aún más daño. 
El día 14 de diciembre de 1885 en su décimo cumpleaños, ambos gemelos se quedaron dormidos y se sorprendieron al ver que nadie venía a despertarlos, cuando su hermano gemelo decidió irse a buscar a todos y O!Ciel se vio solo, terminó por salir del cuarto de igual manera. Pronto se topó con los oscuros y largos pasillos de la mansión en la que creció, en su camino se topo con Sebastian, un perro grande y negro que su familia había tenido desde que él tenía memoria. El perro lo guio por los pasillos, evitando que el niño viera los cuerpos muertos de los sirvientes, ya que la mansión estaba siendo atacada. 
Ambos niño y perro llegaron a la oficina de Vincent Phantomhive, O!Ciel entró luego del perro y se llevó la sorpresa de que sus padres se encontraban muertos en un charco de sangre, simplemente una imagen horrible para cualquier niño. En medio de la desesperación él empezó a correr por los pasillos gritando por ayuda, pudo divisar a su mayordomo Tanaka a través de los pasillos, quién le gritó que no se acercara, a partir de ahí todo fue oscuro para O!Ciel. Luego de lo que se presume fueron un par de horas, O!Ciel despertó llorando y pensando en su familia, lamentando no tener a su hermano cerca. Pronto el baúl en el que estaba fue abierto y vio a su hermano gemelo, ambos niños llevaban su precio en sus orejas derechas, y una vez estuvieron juntos en una jaula, los dos lloraron abrazados, dejando a O!Ciel tener una reflexión, su hermano gemelo a quién siempre vio como fuerte, carismático, invencible, no era más que un niño normal como él, y nadie podía salvarlos. 
R!Ciel le enseñó a su hermano menor que había traído consigo el anillo de zafiro de su padre, con temor de que se los quitaran, R!Ciel trago el anillo. 
Ambos niños pasaron un par de días allí hasta que fueron vendidos a un hombre, quien los llevó a su mansión, bañó, vistió y llevó a una vieja iglesia en donde una secta satánica hacia sus rituales. Allí los niños fueron abusados sexualmente por 43 días consecutivos, gracias a estos eventos O!Ciel dio la espalda a Dios. En uno de los días de su estadía allí, el líder de la secta proclamó que esa noche alabarían al diablo y sacrificarían un corderito, siendo así como se referían a los niños; con seguridad el líder se acercó y escogió a R!Ciel, los dos niños gritaron y rogaron con desesperación, hasta que el hombre efectuó el ritual, matando a R!Ciel frente a O!Ciel. 
O!Ciel transformó su tristeza y desesperación en furia, e invocó a Sebastian Michaelis, un demonio. Sebastian hizo un contrato con O!Ciel y asesinó a todos aquellos que mancillaron al niño. 
A partir de ese momento, ambos empezaron a convivir y cumplir misiones que la reina le daba a O!Ciel, ya que él fingió ser su hermano mayor para reclamar el título y el condado, ahora él siendo el único Ciel. 
Ciel veía el nombre simplemente como un papel que él tenía que actuar, sabiendo que nadie estaría feliz si él era el que volvía, se volvió una persona cínica, sin escrúpulos, siendo su moral oscura y perturbada. 
En cierta ocasión, su padre lo llevó a una cena en la cual conoció al Barón Kelvin; sin embargo en ese momento Chlaus llegó y lo recibió con un abrazo, pasando con él el resto de la velada. 
Fue en una noche que un incendio con causa desconocida comenzó en la mansión. Ciel, habiendo salido de su habitación, se dirigió corriendo a donde sus padres para encontrarlos muertos en el suelo. Asustado, Ciel corrió por los pasillos encontrándose con Tanaka, pero el mayordomo fue dejado inconsciente por unos hombres y Ciel es secuestrado.
Ciel fue vendido en el bajo mundo por el inusual valor de dos personas a un culto satánico, en el cual fue marcado al rojo vivo con la "marca de la bestia". Tras meses encerrado en una pequeña celda de compañía de otros niños, Ciel pierde la esperanza de recibir ayuda y, cuando está a punto de morir al ser ofrecido como sacrificio, este termina invocando por accidente a Sebastian Michaelis, un demonio.
Tras la invocación, Ciel y Sebastian se dirigieron al Hospital Real de Londres en el que Angelina trabajaba y donde Ciel tiene un emotivo reencuentro con ella y Tanaka. A pesar de que su tía insiste en saber qué fue lo que ocurrió durante el tiempo que estuvo desaparecido, Ciel se niega a hablar y regresa a la Mansión Phantomhive.